# Tombo, Sierra Leone
Tombo är en stad i Sierra Leone. Den ligger cirka 50 kilometer söder om huvudstaden Freetown. 